# 국제법의 역사
다음은 국제법의 역사에 관해 설명한다.

## 고대 국제법
오늘날의 국제법은 근세 초기의 유럽을 기반으로 하여 형성된 이른바 근대 국제법이 모체(母體)로 되어 있는데, 국제법이 국가의 상호관계를 규제하는 법이라는 관점에서만 고려한다면 국제법은 상당히 오래 전부터 있었다고 할 수 있다. 금세기 초에 메소포타미아의 도시국가 상호간에 기원전 3,100년경에 체결된 것으로 보이는 조약이 새겨진 석비(石碑)가 발견되었는데, 이 조약은 일종의 평화조약으로서 호(濠)나 돌로 표시한 새로운 경계선을 서로 침해하지 말 것을 엄숙히 선언한 내용이었다. 그 후 이집트를 중심으로 하여 이웃 여러 나라간에 제법 많은 조약이 체결되었고, 특히 고대 그리스도 시국가간에는 인종이나 문화·언어·종교가 공통되었던 관계로 조약 이외에 외국인에 대한 대우 기타 사항에 관하여 관습국제법(慣習國際法)까지 인정되고 있었다.
이와 같이 국제법은 오랜 옛날부터 있었다고 할 수 있으나 고대에 있어서는 일반적으로 나라와 나라 사이가 적대관계였으므로 서로 공통된 규범의식을 기르는 사회적 조건이 결여되어 있었다. 그러한 규범의식이 싹트기 시작한 것은 근세 초기였으며, 그로부터 서서히 형태를 갖추게 된 이른바 근대 국제법이 오늘날의 국제법의 모체가 되었다고 할 수 있다.

## 근대 국제법의 성립
근대 초기의 유럽에서는 여러 국가를 연결하는 공통규범으로서의 국제법을 받아들일 만한 사회적 조건이 이미 어느 정도 갖추어져 있었다고 할 수 있다. 중세의 통일적인 그리스도교 세계가 붕괴하고 권력면에서 다수의 국가로 분열했으나 유럽 여러 나라 사이는 고대 그리스·로마 문화를 배경으로 하고 그리스도교를 매개로 하여 이미 중세 이래 정신적으로는 '하나의 세계'로서의 공동체 의식이 어느 정도 형체가 갖추어져 있었다.
또한 로마법이 '쓰여진 이성(理性)'으로서 유럽 여러 나라에 널리 인정받고 있었다는 것도 국제법적인 규범의식을 배양하는 중요한 기반이 되었다고 할 수 있다. 또한 무엇보다 중요한 것은 여러 유럽 나라 자신들이 유럽의 새로운 국제환경 속에서 상호간의 권력투쟁을 합리적으로 조정할 필요를 통감하도록 되어 있었다는 것이다.
이러한 상황 아래에서 근대 국제법의 형성에 크게 기여한 것이 국제법의 창시자라고 불리는 국제법학자들이었다. 16세기에서 17세기를 거쳐 18세기 초까지에는 국제법학의 소위 영웅시대였고 '국제법의 아버지'라고 불리는 그로티우스(G. H. Grotius, 1583∼1645)를 비롯하여 그와 전후해서 수아레스(F. Suarez, 1548∼1617), 겐틸리스(A. Gentilis, 1552∼1608), 빈켈스후크(Bynkershoek, 1673∼1743), 바텔(E. Vattel, 1714∼1767) 등의 저명한 국제법학자가 잇달아 나왔다. 이러한 학자의 호소가 앞에 말한 사회적 조건의 뒷받침으로 서서히 국가가 실행하기에 이르르고 근대 국제법을 형성하는 데에 큰 힘이 되었다고 할 수 있다. 그 가운데에서도 가장 큰 영향을 준 것은 그로티우스였다. 그의 대표 저서인 『전쟁과 평화의 법』은 당시 절대군주(絶對君主) 상호간에 끊임 없이 일어났던 격렬한 전쟁 속에서 그러한 군주간의 권력투쟁을 완화하고 조정하기 위하여 국제법의 필요성을 역설한 것이었는데 이것은 국제법에 관한 논의는 최초의 체계를 갖춘 저서였으며, 그 후의 국제법에 관한 논의는 대부분 이 저서를 출발점으로 하고 있다 해도 과언은 아니다.

## 근대 국제법의 발전
서서히 형태를 갖추게 된 근대 국제법은 그 후 산업혁명으로 국제무역의 비약적인 발전으로 그 적용범위가 넓어지고 그 내용도 점점 풍부하게 되었다.
먼저 18세기 말에서 19세기 초에 걸쳐 미국대륙의 식민지가 차츰 독립하게 되어 국제법의 적용범위에 들어가게 되고 19세기 중엽부터는 유럽 문화를 갖는 그리스도교국 이외의 나라도 점점 국제법 주체로서의 지위를 인정받게 되었다. 예를 들면 1856년의 파리조약에 의해 투르크가 처음으로 '유럽 공법(公法)과 협조의 이익에 참가하는 것'을 인정받았으며 또한 1842년의 난징조약(南京條約)으로 중국이 그리고 1854년의 가나가와조약(神奈川條約)에 의해 일본이 각각 개국(開國)하여 국제사회의 일원으로서 등장하게 되었다.
이와 같이 19세기에 들어와서 국제법은 점점 그 적용범위를 확대해 갔는데 그에 따라 그 내용도 현저하게 충실한 것으로 되었다. 제일 주목되는 것은 조약의 수가 뚜렷하게 많아졌다는 것이며 1815년 빈회의로부터 1824년에 걸쳐 체결된 조약의 수는 1만 6,000건에 이른다고 한다. 그러나 통상·영사직무·범죄인 인도·우편·전신·전화·철도·저작권·산업재산권 등의 상업적·행정적 및 기술적인 성질의 조약이 현저하게 많아지고 다수의 국가가 참가하는 다변조약(多邊條約)이 점점 많아져 갔다.
그리고 19세기에 들어와서 나타난 현상으로서 주목되는 것은 국제분쟁 처리방법으로서 국제재판을 차츰 이용하고 있다는 점이다. 1794년의 '제이조약'으로 영미간의 분쟁이 재판에 회부된 뒤로 1900년까지 177개의 사건이 재판에 회부되었다고 한다.
다음으로 주목되는 것은 처음엔 행정적·기술적인 사항을 대상으로 했던 데 반하여 19세기 중엽부터는 국제조직 즉 모든 국가에 공통된 사항을 처리하기 위한 국제기구를 점점 만들기 시작했다는 점이다. 1865년에는 국제전신연합, 1874년에는 일반우편연합(1878년에 만국우편연합으로 개칭), 1883년에는 산업재산권 보호동맹이 잇달아 설립되었다.

## 현대
국제법은 19세기에 들어와서 눈부신 발전을 이룩했는데 다시 제1차대전과 제2차대전을 거치는 동안 새로운 발전을 하여 전에 없었던 새로운 임무를 띠게 되었다. 그 중에서도 제일 주목되는 것은 전쟁의 금지가 국제법상의 중요과제로서 대두되었던 점이다. 전쟁에 대한 국제법의 체제는 역사적으로 변천되어 왔는데 근세 초기에 와서는 정당한 원인에 의한 전쟁만을 합법으로 한다는 정전론(正戰論)이 일반화되어 있었다. 그러나 19세기 중엽 이후에는 소위무차별 전쟁관(無差別戰爭觀)이 지배적이어서 전쟁은 결투와 마찬가지로 교전국(交戰國)의 어느 일방을 옳거나 옳지 않다고 말할 수 없다는 사고방식이 지배적이었다. 이러한 전쟁관은 제1차대전을 계기로 하여 변화되고 부전조약·국제연합 헌장을 거쳐 오늘날에는 국제분쟁의 해결을 위해서나 침략을 위한 무력행사는 일반적으로 금지하도록 되었다.
또한 최근 특히 제2차대전 후의 국제법의 발전 경향으로서 주목되는 것은 인권의 국제법 보호의 문제가 크게 대두되었다는 점이다. 독일 등 전체주의 여러 국가의 공세로 제2차대전이 발발함과 동시에 국제평화의 유지를 위해서는 먼저 국내의 인권존중의 체제가 이루어지지 않으면 안 된다는 인식이 높아졌다. 그 결과 유엔헌장에서는 인권과 기본적 자유존중을 위한 국제협력의 촉진을 국제연합의 목적의 하나로서 강조하고 있다. 이에 따라 1948년에는 '세계인권선언'이, 1966년에는 '경제적·사회적·문화적 권리에 관한 국제규약'과 '시민적·정치적 권리에 관한 국제규약'이 국제연합 총회에서 마침내 채택되게 되었던 것이다.

## 같이 보기
- 도피성
- 프란시스코 데 비토리아
- 장 보댕
- 후고 그로티우스
- 고트프리트 빌헬름 라이프니츠
- 크리스티안 볼프
- 제러미 벤담
- 윌리엄 하워드 태프트
- 한스 켈젠
- 카를 슈미트
- 틸뷔르흐 대학교
- 신 파리 대학교
- 뉴욕 대학교
- 브리티시컬럼비아 대학교
- 하버드 대학교
- 레이던 대학교
- 에라스무스 대학교
- 헬싱키 대학교
- 세인트앤드루스 대학교
- 뉴사우스웨일스 대학교
- 런던 정치경제대학교